# 알마술

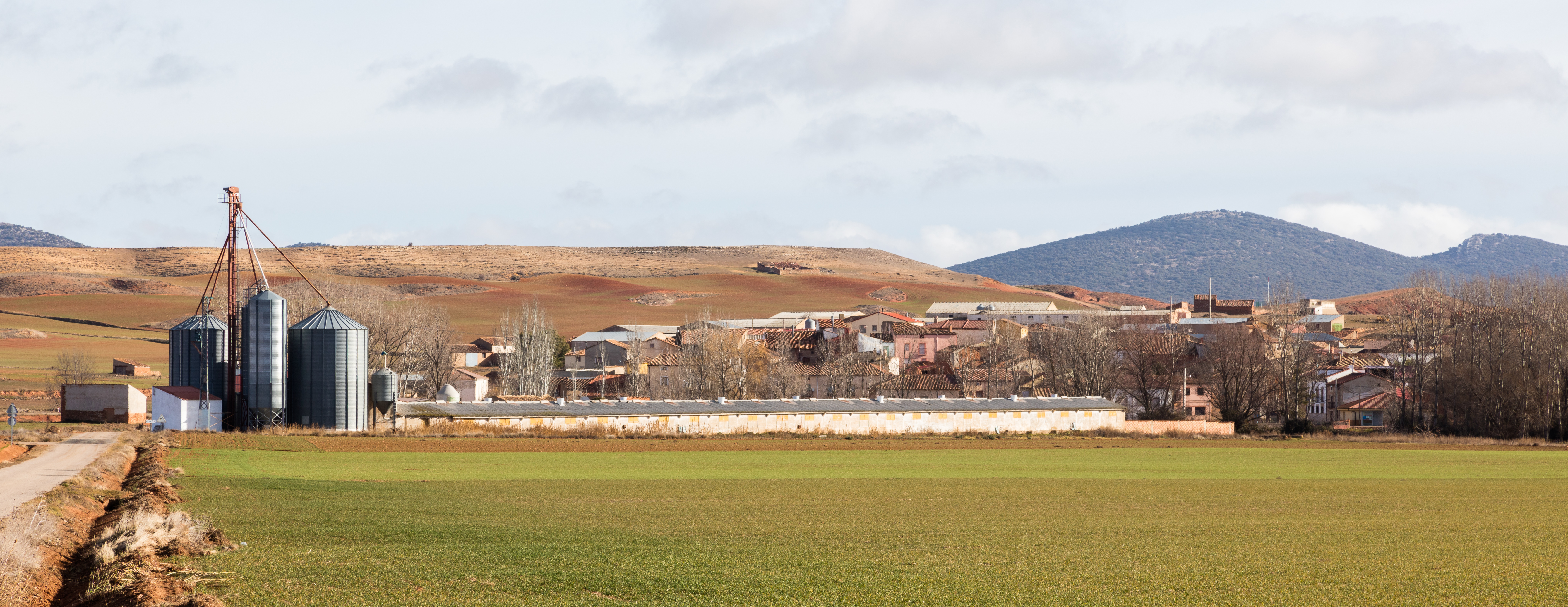

알마술(Almazul)은 스페인의 광역자치주 카스티야이레온주 지방의 소리아도에 위치한 지방 자치체이다.

## 지리
알마술은 경사가 만만한 편이며 해발 고도 981미터에 위치한다.

## 기후
지중해 기후를 갖추고 있으며 겨울이 길고 추운 편이며 여름은 짧고 따뜻한 편이다.(출처: Prediction by localities, Almazul. State Agency for Meteorology.)

## 면적 및 인구
면적은 67.86제곱 킬로미터이며 인구 수는 114명이며 그 중 60명이 남성, 54명이 여성이다. 인구 밀도는 제곱 킬로미터 당 1.68명이다.
| 연도      | 인구 | ±%     |
| --------- | ---- | ------ |
| 1900      | 467  | —      |
| 1910      | 529  | +13.3% |
| 1920      | 508  | −4.0%  |
| 1930      | 532  | +4.7%  |
| 1940      | 545  | +2.4%  |
| 1960      | 430  | −21.1% |
| 1970      | 436  | +1.4%  |
| 1986      | 252  | −42.2% |
| 1990      | 238  | −5.6%  |
| 1995      | 205  | −13.9% |
| 2000      | 167  | −18.5% |
| 2005      | 131  | −21.6% |
| 2006      | 121  | −7.6%  |
| 2007      | 114  | −5.8%  |
| 출처: INE |      |        |